# Porto de Manaus
O Porto de Manaus é um porto fluvial brasileiro localizado no município de Manaus, capital do estado do Amazonas. Considerado o maior porto flutuante do mundo, atende aos estados do Amazonas, Roraima, Rondônia, Acre e áreas do norte do Mato Grosso. Foi projetado por ingleses e inaugurado em 1907, quando a cidade vivia o auge do ciclo da borracha. Atualmente, é administrado pelo Governo do Estado do Amazonas.
Localizado à margem esquerda do rio Negro distante, 13 km da confluência com o rio Solimões, o Porto de Manaus constitui a principal entrada para o estado do Amazonas. Sua estrutura permite receber vários navios de qualquer tamanho, mesmo durante as grandes vazantes. O píer flutuante compõe-se de duas partes distintas: a primeira em forma de um T, serve para a atracação de navios de cabotagem. A segunda parte é o trapiche que liga as balsas flutuantes à ponte móvel.
Além de servir para embarque e desembarque de passageiros e mercadorias que vão e vem das cidades do interior do estado, recebe grandes navios de cruzeiro com turistas de várias partes do mundo. Também desembarca produtos destinados ao Pólo Industrial de Manaus, assim como serve de embarque para produtos fabricados na cidade e que se destinam a várias partes do Brasil e do mundo.

## História
Início das obras do Porto de Manaus

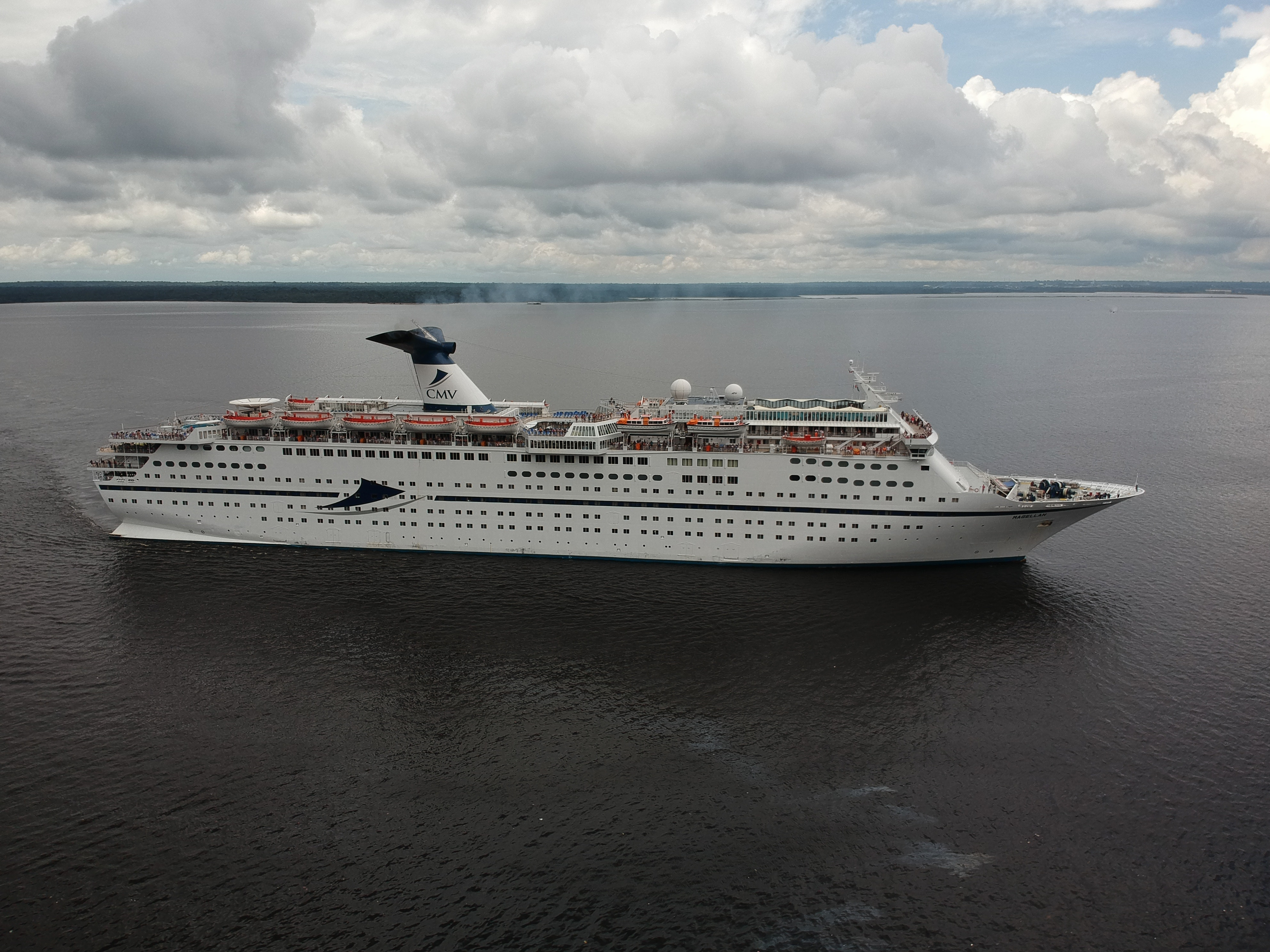
Navio cruzeiro próximo ao Porto de Manaus. Todos os anos a cidade recebe um grande número de turistas internacionais.

No fim do século XIX, a explosão da borracha impulsionava cada vez mais o fluxo comercial e trazia grandes lucros para o Amazonas. Toda essa intensa atividade necessitava de um ponto equipado com a melhor infra-estrutura e tecnologia disponível na época para dar suporte ao escoamento do látex, extraído na região que tinha como destino os grandes centros comerciais do mundo. A estrutura existente no local necessitava de uma ampliação que desse suporte para atracação de navios de grande calado. Oficialmente as obras de melhoramento do Porto de Manaus tiveram início em 7 de outubro de 1902, em solenidade que contou com a presença do governador do estado Dr. Silvério Nery.
As obras foram realizadas por etapas:
- Em 1903, foi construída a Casa de Máquinas ( hoje sede do Museu do Porto ), o armazém nº 7 e um cais provisório.
- Em 1904, foram construídos os armazéns nº 9 e 10, a torre metálica para a caixa- d’água, as linhas férreas destinadas aos serviços dos armazéns do Porto, o cais do Roadway e instalações dos primeiros geradores de eletricidade.
- Em 1905, foram calçadas as áreas em torno dos armazéns nº 9 e 10.
Construiu-se um pequeno muro de arrimo na base dos mesmos armazéns e um plano inclinado em frente ao armazém nº 7.
- Em 1906, foi erguido o prédio da Alfândega e Guardamoria, o segundo trecho do cais de alvenaria, o prolongamento da plataforma de madeira, o armazém nº 0 e a ponte flutuante do Roadway.
Escritório da Manaos Harbour Limited
Edifício projetado para funcionar como escritório geral da empresa no pavimento inferior e moradia dos diretores no pavimento superior.
O projeto do prédio é da autoria dos arquitetos H.M. Fletcher e G. Pinkerton. A construção foi concluída em 1907.